# أفراهام فان
أفراهام فان ( العبرية : אברהם פאהן) (ولد 8 أغسطس 1916 -  توفي 19 فبراير 2012)  بروفيسور إسرائيلي في علم النبات، عمل في الجامعة العبرية في القدس.
في عام 1963، حصل فان على جائزة إسرائيل في علوم الحياة. 

## سيرة شخصية
ولد أبراهام فان في فيينا في النمسا. وهاجر إلى فلسطين تحت الانتداب البريطاني، ودرس في الجامعة العبرية في القدس وحصل على الدكتوراه عام 1948.

## مسيرته الأكاديمية
في عام 1952، انضم إلى هيئة التدريس في الجامعة العبرية في القدس، وألقى محاضرات في علم النبات. ومن 1952 إلى 1953، حصل على الزمالة البحثية في جامعة كامبريدج ثم في عام 1956 في جامعة هارفارد . أصبح أستاذًا مساعدا في الجامعة العبرية عام 1960، وأستاذًا متفرغًا عام 1965، وعمل عميدًا للكلية من عام 1964 إلى عام 1966 ورئيسًا للجامعة من عام 1969 إلى عام 1970.
بعد حرب الأيام الستة عام 1967، ساعد فان في ترميم الحدائق النباتية في حرم الجامعة الواقع على جبل المشارف في مدينة القدس. كما عمل لسنوات عديدة كرئيس لقسم الغابات في معهد فولكاني للبحوث الزراعية .
تقاعد فان عام 1985. أصبحت كتبه في علم تشريح النبات مراجع علمية أساسية في مجال علم النبات.

## الجوائز والتقدير
- في عام 1963، حصل فاهن على جائزة إسرائيل في علوم الحياة. [4]
- من عام 1995 إلى عام 1999، شغل منصب نائب رئيس الرابطة الدولية لعلماء النبات.